# Sven-Bertil Lindström
Sven-Bertil Lindström (né le 1er mars 1949) est un joueur professionnel suédois de hockey sur glace.

## Biographie

### Carrière en club
Il commence sa carrière en senior avec le Skellefteå AIK en 1975.

## Statistiques
| Saison    | Équipe            | Ligue      |    | Saison régulière | Saison régulière | Saison régulière | Saison régulière | Saison régulière |   | Séries éliminatoires | Séries éliminatoires | Séries éliminatoires | Séries éliminatoires | Séries éliminatoires |
| Saison    | Équipe            | Ligue      | PJ | B                | A                | Pts              | Pun              | PJ               | B | A                    | Pts                  | Pun                  |                      |                      |
| 1970-1971 | Djurgården Hockey | Division 1 | 19 | 5                | 3                | 8                | 8                | -                | - | -                    | -                    | -                    |                      |                      |
| 1975-1976 | Skellefteå AIK    | Elitserien | 36 | 1                | 8                | 9                | 23               | 3                | 1 | 0                    | 1                    | 0                    |                      |                      |
| 1976-1977 | Skellefteå AIK    | Elitserien | 20 | 2                | 1                | 3                | 16               | -                | - | -                    | -                    | -                    |                      |                      |
| 1977-1978 | Skellefteå AIK    | Elitserien | 4  | 0                | 0                | 0                | 0                | -                | - | -                    | -                    | -                    |                      |                      |